# 慾望城市 (小說)
《慾望城市》（英語：Sex and the City）是一本由坎蒂絲·布希奈兒所撰寫的文集，內容是關於她與朋友的生活故事，第一版在1997年上市，之後分別於2001和2006再版，2008年發行10周年電影紀念版。
此書的文章來自於布希奈兒自1994年以來為《紐約觀察家報》撰寫的專欄文章。之後，本書被粗略改編為HBO同名電視劇《慾望城市》（1998年–2004年），同名電影在2008年5月上映，電影續集於2010年上映。

## 與影集不同之處
小說與影集一樣都是以凱莉·布雷蕭的第一人稱觀點敘述，包含她身邊諸多朋友的愛情故事和戀愛觀，然而影集裡的一些場景和角色性格都是另外創造的，而在小說裡，夏綠蒂·約克、米蘭達·霍布斯和莎曼珊·瓊斯等角色比較沒那麼鮮明，且許多性格或背景不一樣。
夏綠蒂在小說裡是一位性慾極強的英國女性，在影集裡則是一位相當天真且保守的美國女性。米蘭達在小說裡是一位有線電視頻道的製作人，但在影集裡則是一位律師。莎曼珊在小說裡是一位電影製作人，但在影集裡是一位公關。

## 前傳續作
布希奈兒的前傳小說是《凱莉日記》（2010年）和《慾望日記》（2011年），都被改編成CW電視網的電視劇《凱莉日記》（2013年–2014年）。

## 外部連結
- 原始《慾望城市》專欄文章資料庫 （页面存档备份，存于）